# Klenice
Klenice falu Horvátországban Krapina-Zagorje megyében. Közigazgatásilag Pregradához tartozik.

## Fekvése
Krapinától 7 km-re nyugatra, községközpontjától 3 km-re keletre a Horvát Zagorje északnyugati részén fekszik.

## Története
A településnek 1857-ben 129, 1910-ben 223 lakosa volt. Trianonig Varasd vármegye Pregradai járásához tartozott. A településnek 2001-ben 109 lakosa volt.

## Külső hivatkozások
- Pregrada hivatalos oldala
- A város információs portálja